# 小金彝族乡
小金彝族乡，是中华人民共和国四川省甘孜藏族自治州九龙县下辖的一个乡镇级行政单位。

## 行政区划
小金彝族乡下辖以下地区：
小金村、碉房村和洋桥村。